# Hida (Sălaj)
Hida è un comune della Romania di 2 966 abitanti, ubicato nel distretto di Sălaj, nella regione storica della Transilvania. 
Il comune è formato dall'unione di 8 villaggi: Baica, Hida, Miluani, Păduriș, Racâș, Sânpetru Almașului, Stupini, Trestia.
Il principale monumento del comune è la chiesa lignea dei SS. Arcangeli Michele e Gabriele (Sf. Arhangheli Mihail şi Gavril), costruita, come attestato da un'iscrizione posta al di sopra del portale d'ingresso, nel 1717.

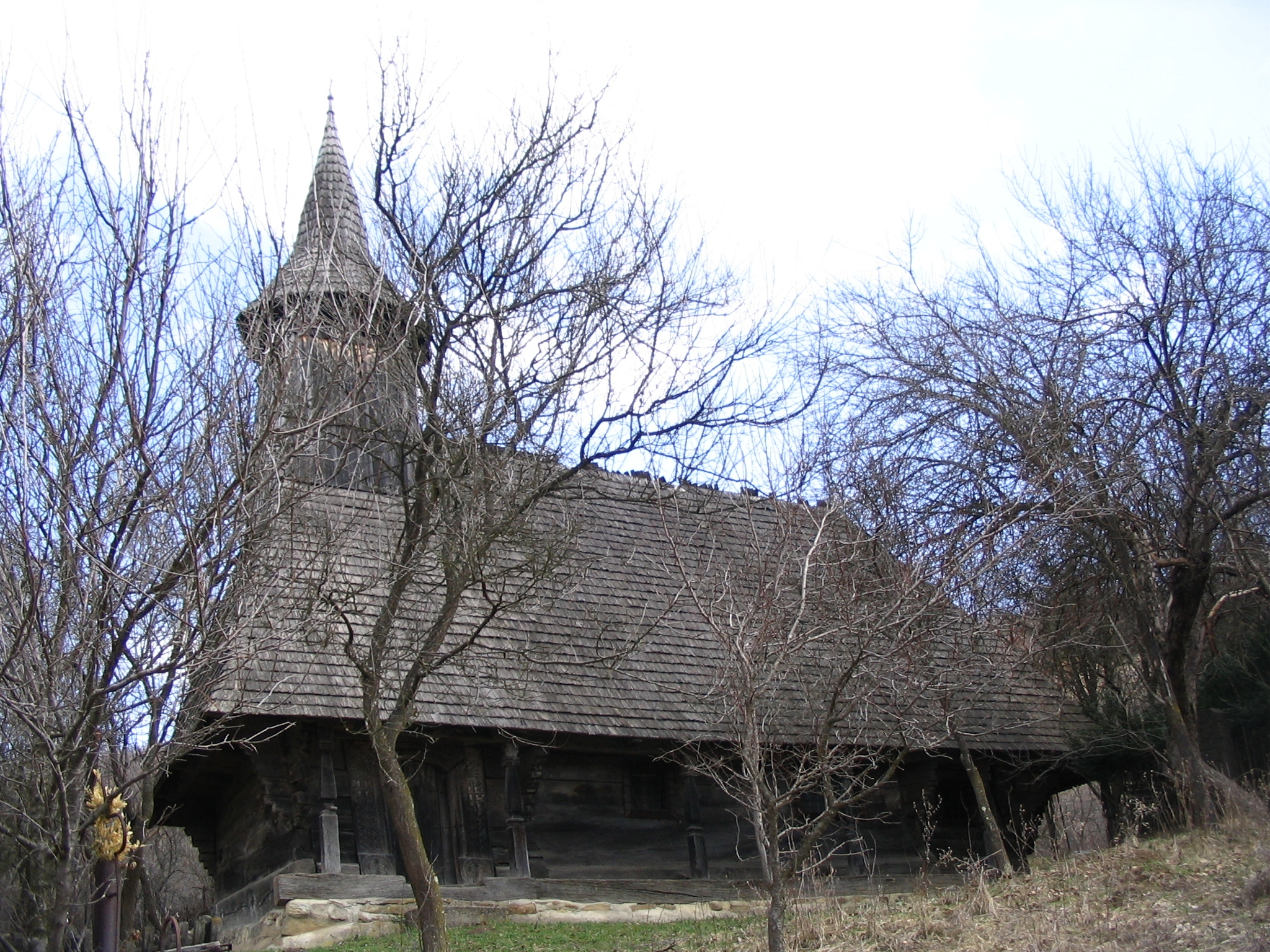
La chiesa lignea di Hida